# Revolución radical de 1893
El nombre de Revolución de 1893 refiere en la historia de Argentina a dos insurrecciones cívicomilitares dirigidas por la Unión Cívica Radical contra el gobierno conservador, que se mantenía en el poder desde 1880. La primera insurrección, dirigida por Hipólito Yrigoyen y Aristóbulo del Valle, comenzó el 28 de julio y fue derrotada el 25 de agosto. El segundo levantamiento, dirigido por Leandro Alem, comenzó el 7 de septiembre y finalizó el 1 de octubre. Ambas insurrecciones fracasaron y sus líderes fueron encarcelados.

## Antecedentes
En 1890, la recién creada Unión Cívica, dirigida por Leandro Alem y Bartolomé Mitre, organizó una insurrección armada, la Revolución del Parque, que terminó derrotada pero llevó a la renuncia del entonces presidente Miguel Juárez Celman y su reemplazo por el vicepresidente Carlos Pellegrini.
Luego de la derrota, la Unión Cívica se preparó para las elecciones presidenciales de 1891, proclamando candidato a Bartolomé Mitre. Inmediatamente el jefe del oficialista Partido Autonomista Nacional, Julio A. Roca, buscó dividir a la oposición ofreciéndole a Mitre encabezar una fórmula de unidad nacional. Ante la aceptación del acuerdo por parte de Mitre, Leandro Alem rompió la Unión Cívica y fundó la Unión Cívica Radical, que proclamó a Bernardo de Irigoyen como candidato a presidente. 

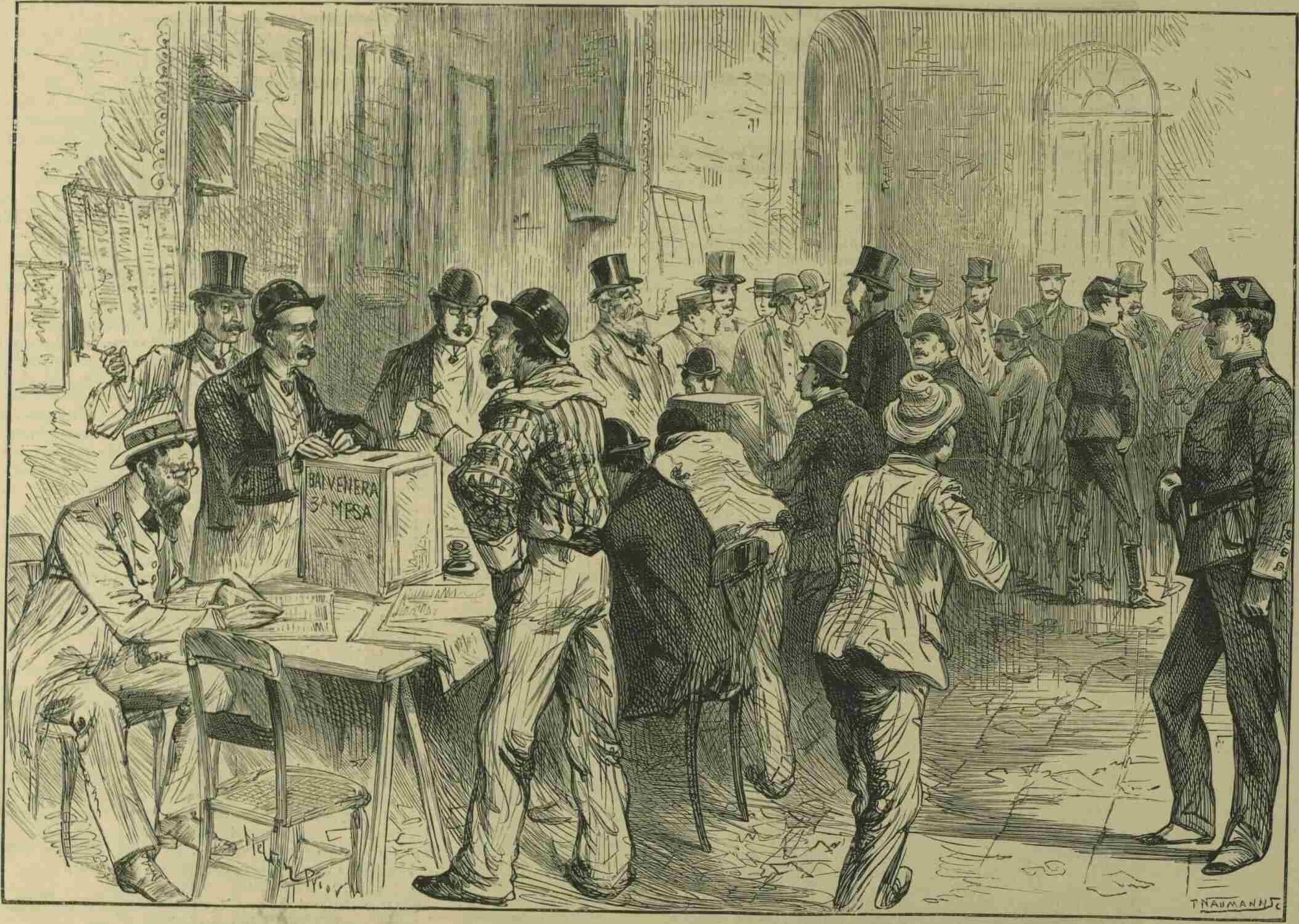
Procedimientos de las elecciones de 1892 en Buenos Aires: Votación bajo protección militar (Melton Prior, The Illustrated London News, 1892).

Ante la evidencia del apoyo popular que tenía la Unión Cívica Radical, una semana antes de las elecciones, el 2 de abril de 1892, el presidente Carlos Pellegrini denunció falsamente un complot radical para tomar el poder y asesinar a los principales líderes oficialistas. Pellegrini decretó el estado de sitio y detuvo a los principales líderes radicales, entre ellos Leandro Alem. En esas condiciones represivas y sin la participación de la Unión Cívica Radical, se realizaron las elecciones del 10 de abril en las que resultó elegido presidente el candidato oficialista Luis Sáenz Peña por el Partido Autonomista Nacional.
Por entonces, las características del régimen electoral argentino fundado en el voto cantado, y las amplias facultades represivas con las que contaba el Presidente de la Nación (intervención de provincias, estado de sitio, control de las fuerzas armadas y de seguridad), condicionaban severamente las posibilidades de acceso al poder mediante elecciones libres. 
Una vez liberados los líderes radicales, y ante la evidencia de que el Gobierno nacional volvería a impedir por todos los medios su acceso al poder mediante elecciones, la Unión Cívica Radical comenzó a reorganizarse y preparar un nuevo levantamiento armado.
También por entonces emergió una fuerte oposición entre Alem y su sobrino, Hipólito Yrigoyen, quien ya controlaba las fuerzas radicales en la Provincia de Buenos Aires y desconfiaba de la capacidad de organización y negociación política que había mostrado su tío en los últimos años. La Unión Cívica Radical se dividió entonces entre los rojos que apoyaban a Alem, y los líricos que apoyaban a Yrigoyen.
Finalmente, en 1893 Aristóbulo del Valle, líder histórico de los cívicos y hermano de acción política de Alem, debido a la debilidad del anciano presidente Luis Sáenz Peña, se incorporó al gobierno nacional como Ministro de Guerra y las funciones estratégicas de un primer ministro, incluyendo el mando de las tropas, lo que ponía a la Unión Cívica Radical en inmejorables condiciones para acceder al poder.

## La primera insurrección: Yrigoyen (julio-agosto)

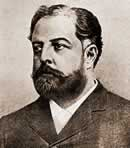
El radical Aristóbulo del Valle, Ministro de Guerra con amplias facultades durante la Revolución del 1893.

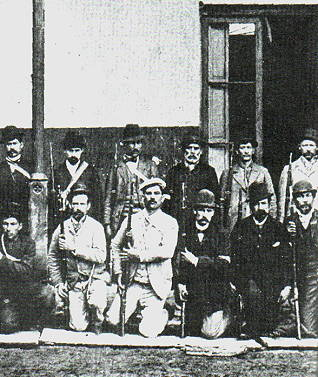
Ejército Revolucionario Radical (1893).

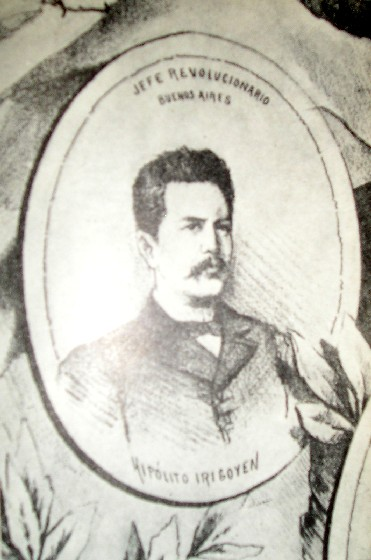
Hipólito Yrigoyen, condujo la revolución en la Provincia de Buenos Aires llegando a imponer el gobernador revolucionario.

La Revolución se preparó entre Hipólito Yrigoyen y Aristóbulo del Valle a espaldas de Alem. Yrigoyen y Del Valle compartían, en contra del resto de los radicales, el convencimiento de que la UCR no debía tomar el poder nacional por medio de un golpe de Estado como el fallido de 1890 que interrumpiera la legalidad constitucional, sino mediante insurrecciones provinciales, que llevaran a la intervención de las provincias y la realización de elecciones libres. 
El 28 de julio comenzó la revolución en San Luis dirigida por Teófilo Saá. Los revolucionarios tomaron rápidamente todas las reparticiones oficiales y obligaron al gobernador a renunciar instalándose Saa como gobernador provisorio.
El 30 de julio estalló la revolución en Santa Fe. Luego de varios días de luchas sangrientas, finalmente derrotan al gobierno provincial, encabezado por el gobernador del momento, el doctor Juan Manuel Cafferata (uno de los pocos miembros del Partido Autonomista Nacional que había asumido al poder legítimamente), y el 4 de agosto asume el gobierno el radical Mariano Candioti. Entre los líderes revolucionarios se encontraba también Lisandro de la Torre.
La revolución en la provincia de Buenos Aires, dirigida por Hipólito Yrigoyen y más conocida como la Revolución de Temperley, fue la mejor organizada y la más poderosa. Se inició en la madrugada del 30 de julio simultáneamente en 82 ciudades. El ejército radical llegó a contar con 8000 hombres bien armados, bajo el mando directo de Marcelo T. de Alvear primero y de Martín Yrigoyen, después. El cuartel general se había instalado en Temperley, en las proximidades de la ciudad de Buenos Aires. La revolución triunfó en distintos puntos de la provincia. El día 8 de agosto tomó la capital e instaló como gobernador provisorio a Juan Carlos Belgrano. Debido a todos estos sucesos la capital de la provincia se traslada a Lomas de Zamora temporalmente.
Cuando ya se celebraba el triunfo de la revolución, sus dirigentes cometen errores que la llevaron a la derrota. En primer lugar, Aristóbulo del Valle, el hombre fuerte del gobierno entonces, se negó a dar un golpe de Estado y desplazar al presidente Sáenz Peña, como le reclamaba Leandro Alem y el grueso de los dirigentes radicales (con la excepción de Yrigoyen, quien se oponía a tomar el poder mediante un golpe de Estado). Del Valle se negaba a violar la Constitución y preparó un plan legal, por el cual intervenía las principales provincias y garantizaba elecciones libres. El Senado aprobó las intervenciones, pero la Cámara de Diputados no, y de ese modo hizo fracasar el plan de Aristóbulo del Valle. 
El segundo error se produjo cuando Hipolíto Yrigoyen liberó a Carlos Pellegrini, uno de los líderes clave del autonomismo oficialista, que había sido apresado en Haedo por los revolucionarios. Una vez liberado, Pellegrini se dirigió a la capital y reorganizó las fuerzas del oficialismo.
Finalmente, el tercer error se produjo cuando, inexplicablemente, Aristóbulo del Valle decidió abandonar la Casa Rosada y dirigirse a Temperley donde estaba acampado el ejército radical revolucionario para estar presente en el momento de la entrega de las armas. Pero el 11 de agosto, con Aristóbulo del Valle ausente de la casa de gobierno, Pellegrini y Roca aprovechan los proyectos de intervención que aquel había mandado al Congreso, para hacer aprobar la intervención de las provincias de Buenos Aires, San Luis y Santa Fe, ahora en poder de gobiernos revolucionarios.
Cuando el radicalismo se enteró de la intervención, la única alternativa era que Aristóbulo del Valle diera un golpe de Estado, desconociera la ley del Congreso y marchara a Buenos Aires con el ejército radical. Alem se lo pidió encarecidamente. Pero entonces predominaron los principios legales de Aristóbulo del Valle y presentó su renuncia al gabinete el 12 de agosto, siendo reemplazado por el mitrista Manuel Quintana.
El 25 de agosto el Comité Provincia de la Unión Cívica Radical decidió entregar las armas. La revolución había sido vencida, aparentemente.

## La segunda insurrección: Alem (agosto-septiembre)
El 14 de agosto de 1893, dos días después de la renuncia de Aristóbulo del Valle, tuvo lugar un levantamiento en Corrientes que derrocó al gobernador; la provincia fue intervenida de inmediato, pero el levantamiento persistió. Leandro Alem, considerando que la revolución, lejos de estar vencida, esperaba un levantamiento masivo, decidió iniciarlo desde Rosario. Sin embargo, Hipólito Yrigoyen consideró que el movimiento era puramente emocional y negó el apoyo del radicalismo de la provincia de Buenos Aires a esta segunda etapa de la Revolución de 1893. El resto del radicalismo consideró esta posición de Yrigoyen como una traición.
La segunda insurrección encabezada por Alem estaba deficientemente organizada y carecía de plan. El 7 de septiembre el comandante radical Bello sublevó sus tropas en Tucumán e impuso un gobierno revolucionario al mando del Eugenio Méndez. El Gobierno nacional decidió responder con firmeza y envió un poderoso ejército al mando de Carlos Pellegrini que obtuvo la rendición de los revolucionarios el 25 de septiembre.
El 24 de septiembre Mariano Candioti con un ejército cívico-militar volvió a levantarse en armas en la Ciudad de Santa Fe y luego de dos días de combate fueron derrotados. Ese mismo día Alem llegó a Rosario escondido en un buque de carga. La población lo recibió como un héroe y fue proclamado presidente de la Nación en una gran asamblea popular. Inmediatamente se organizó un ejército popular de 6000 hombres, aunque escaso de armas. En el puerto de Rosario, el buque "ARA Los Andes" de la Armada, al mando del teniente de fragata Gerardo Valotta se plegó a la revolución y participó en el combate naval de El Espinillo donde se enfrentó al Capitán Manuel José García Mansilla, lo mismo hizo la torpedera Murature en el Tigre, que fue destruida por las tropas leales al gobierno.

## El desenlace
Vencida la revolución en todo el país, las tropas del Gobierno nacional, al mando del general Julio A. Roca se concentraron sobre Rosario y Alem. El buque revolucionario Los Andes, al mando del teniente de fragata Gerardo Valotta, salió a enfrentar los buques que traían el ejército leal por el río Paraná; en el combate naval de El Espinillo fue vencido por el acorazado Independencia y la cañonera Coronel Espora.
La situación de Leandro N. Alem se volvió desesperada. Roca amenazó con bombardear la ciudad si los revolucionarios no se rendían. Haciendo gala de su intransigencia, Alem decidió inicialmente resistir a todo trance, pero las mujeres y las comisiones de vecinos le pidieron que salvara la ciudad.
Alem decidió entonces no combatir y permitir que las tropas del Gobierno reconquistaran Rosario. El 1 de octubre de 1893, Alem fue capturado y encerrado con cientos de revolucionarios. «Qué valiente este pueblo del Rosario. Acá nadie se ha rendido, ni nada se ha perdido: cada uno a su casa, guardando bien las armas», fue el consejo final que les dio a sus combatientes.
Alem fue encarcelado, permaneciendo preso durante 6 meses.

## Consecuencias
La relación entre las dos grandes figuras del radicalismo, Alem e Yrigoyen, se terminó de resentir luego del fracaso del intento revolucionario. En cuanto a Aristóbulo del Valle, moriría poco después (el 29 de enero de 1896) por un derrame cerebral.
Finalmente, el 1 de julio de 1896 Leandro N. Alem ―afectado por las derrotas y la profunda división interna en que se hallaba inmersa la Unión Cívica Radical― se suicidó.